# ایرن گررو
ایرن گررو (انگلیسی: Irene Guerrero؛ زادهٔ ۱۲ دسامبر ۱۹۹۶) بازیکن فوتبال اهل اسپانیا است.
وی همچنین در تیم ملی فوتبال زنان اسپانیا بازی کرده‌است.